# Reuden (Fläming)
Reuden este o comună în Saxonia-Anhalt, Germania